# Liste der denkmalgeschützten Objekte in Wies
Die Liste der denkmalgeschützten Objekte in Wies enthält die 18 denkmalgeschützten, unbeweglichen Objekte der Gemeinde Wies im steirischen Bezirk Deutschlandsberg. Seit 2015 sind in ihr auch jene Denkmäler enthalten, die sich in den mit Wies ab 2015 zusammengeschlossenen ehemaligen Gemeinden Limberg bei Wies, Wernersdorf und Wielfresen befinden.

## Denkmäler
| Foto |                 | Denkmal                                                                              | Standort                                         | Beschreibung | Metadaten |
| ---- | --------------- | ------------------------------------------------------------------------------------ | ------------------------------------------------ | --- | --- |
| ja   | Datei hochladen | Kath. Filialkirche hl. Veit HERIS-ID: 7713 Objekt-ID: 3653                           | Kapellenstraße 18, neben Standort KG: Altenmarkt | Die Kirche war bis 1798 Pfarrkirche von Wies. Sie ist 1324 urkundlich erwähnt und nun Filialkirche der Wallfahrts- und Pfarrkirche zum Gegeißelten Heiland. Vom ursprünglichen Bau ist nur der gotische Chor erhalten, der ehemalige Turm war 1512 errichtet worden. Das Westportal ist mit 1815 datiert, der Dachreiter ist aus den Jahren nach 1960. In der Kirche wurde eine reiche Freskenausstattung aus der Zeit gegen 1400 freigelegt. Der Hochaltar ist mit 1686 datiert, ein Grabstein aus rotem Marmor erinnert an Sigmund von Eibiswald, der 1515 starb. Anmerkung: Das Kirchengebäude liegt auf einem Grundstück der EZ 466 KG 61103 Altenmarkt (die früher verwendete EZ 1435 ist jene des Grundbuches 02300 Landtafel Steiermark, deren Eintragungen im Jahr 1990 in das Grundbuch der KG Altenmarkt übernommen wurden). | BDA-Hist.: Q37975438 Status: § 2a Stand der BDA-Liste: 2025-06-30 Name: Kath. Filialkirche hl. Veit GstNr.: .1 Chapel St. Veit, Altenmarkt bei Wies                           |
| ja   | Datei hochladen | Wohnhaus, ehem. Pfarrhof „Pfarrerhansl“ HERIS-ID: 7714 Objekt-ID: 3654               | Kapellenstraße 19 Standort KG: Altenmarkt        | Das Gebäude ist ein Barockbau mit einer hohen zweiachsigen Giebelfront. Anmerkung: Es liegt im Südwesten der St. Veit-Kapelle im Ortsteil Altenmarkt auf einem Grundstück der EZ 29 KG 61103 Altenmarkt. | BDA-Hist.: Q37975448 Status: Bescheid Stand der BDA-Liste: 2025-06-30 Name: Wohnhaus, ehem. Pfarrhof „Pfarrerhansl“ GstNr.: 243/1 Pfarrhof Altenmarkt bei Wies                |
| ja   | Datei hochladen | Hügelgräber in den Kohlwäldern HERIS-ID: 51972 Objekt-ID: 57821                      | Kohlwälder Standort KG: Etzendorf                | Die Fundstelle im Norden von Wies ist mit Wald bewachsen, in der Natur sind keine Reste erkennbar. Ob Bodenunebenheiten auf die historischen Hügelgräber, auf spätere menschliche Einwirkung oder auf natürliche Ursachen zurückzuführen sind, ist nur mit fachkundiger Führung zu unterscheiden. Anmerkung: Die Fundstelle liegt auf einem Grundstück der EZ 145 KG 61113 Etzendorf. | BDA-Hist.: Q38048321 Status: Bescheid Stand der BDA-Liste: 2025-06-30 Name: Hügelgräber in den Kohlwäldern GstNr.: 351/6 Hügelgräber in den Kohlwäldern, Etzendorf, Wies      |
| ja   | Datei hochladen | ehem. Direktionsgebäude der GKB HERIS-ID: 7959 Objekt-ID: 3906                       | Kalkgrub 63 Standort KG: Limberg                 | Das Gebäude ist das ehemalige Direktionsgebäude des Bergbaues Kalkgrub der Graz-Köflacher Bahn. Anmerkung: Es liegt im ehemaligen Kohlenbergbaugebiet an der Radlpass Straße B 76 in zwei Katastralgemeinden: Sein Hauptteil befindet sich auf einem Grundstück der EZ 163 KG 61127 Limberg. Seine nordöstliche Fassade gegen die Bundesstraße steht – nach der Darstellung im GIS-Steiermark – auf dem angrenzenden Grundstück Nr. 1109 der EZ 1111 KG 61057 Schwanberg, das in der Übersichtsliste des Bundesdenkmalamtes nicht erwähnt ist und auf dem auch kein Denkmalschutz verzeichnet ist. Diese Auffälligkeit muss nicht auf einen Fehler zurückzuführen sein, sie kann ihre Ursache auch in einer nicht exakt übereinstimmenden Darstellung der händisch gezeichneten Katasterunterlagen und des elektronischen Informationssystems haben. | BDA-Hist.: Q37988500 Status: Bescheid Stand der BDA-Liste: 2025-06-30 Name: ehem. Direktionsgebäude der GKB GstNr.: 364/5 Werksdirektion Kalkgrub, Limberg bei Wies           |
| ja   | Datei hochladen | Schloss Limberg HERIS-ID: 7957 Objekt-ID: 3904                                       | Limberg 1 Standort KG: Limberg                   | Das Schloss Limberg wird erstmals 1244 urkundlich erwähnt. Der bestehende Bau stammt aus dem 16. Jahrhundert und wurde 1661–1681 umgebaut (ein Teil seiner Inneneinrichtung, wie eine Kassettendecke aus der Mitte des 17. Jahrhunderts und 1562 datierte Renaissance-Türen, wurde in das Schloss Hollenegg übertragen). Eine Außenrenovierung erfolgte 1960. Das Gebäude besteht aus vier viergeschoßigen Flügeln, die einen kleinen Hof mit Pfeilerarkaden umschließen. Vom Vorhof, der 1664 datiert ist, führt eine breite Treppenanlage zu Tal. Anmerkung: Das Schloss liegt auf einem Grundstück der EZ 81 KG 61127 Limberg. | BDA-Hist.: Q19971437 Status: Bescheid Stand der BDA-Liste: 2025-06-30 Name: Schloss Limberg GstNr.: .1 Schloss Limberg bei Wies, Steiermark                                   |
| ja   | Datei hochladen | Hofkapelle Jakobbauer HERIS-ID: 7995 Objekt-ID: 3942seit 2012                        | bei Unterfresen 79 Standort KG: Unterfresen      | Das Gebäude ist eine Laubenkapelle mit Eingang an der Westseite, die der Hl. Maria geweiht ist. Anmerkung: Das Objekt befindet sich auf einem Grundstück der EZ 61, KG 61145 Unterfresen. Diese EZ wird im Grundbuch als „Jakabauer“ bezeichnet, ein Wegweiser zur Hofanlage enthält die Schreibweise „Jokabauer“. Der Denkmalschutz der Kapelle wird im Grundbuch mit „Erhaltung der Hofanlage Jakobbauer“ erläutert. | BDA-Hist.: Q37990260 Status: Bescheid Stand der BDA-Liste: 2025-06-30 Name: Hofkapelle Jakobbauer GstNr.: .32/3 Kapelle Jakobbauer Unterfresen                                |
| ja   | Datei hochladen | Hochstube (Speicher) beim Jakobbauer HERIS-ID: 7994 Objekt-ID: 3941seit 2012         | Unterfresen 79a Standort KG: Unterfresen         | Der Bau besteht aus einem Holzaufbau auf einem massiv gemauerten, ebenfalls etwa ein Stock hohen Fundament. Er hat das Aussehen eines „Kellerstöckls“, eines Aufbaues auf einem in einen Erdkeller führenden (Wein-)Kellereinganges. Solche Gebäude (die auch eine Weinpresse enthalten können) befinden sich meist in der Nähe von (allenfalls ehemaligen) Weingärten, was beim Standort des Gebäudes auf Grund der Höhenlage (626 m) nicht anzunehmen ist. Die Dicke seiner Grundmauern ist ein Hinweis darauf, dass sie nicht als Basis des heutigen Holzaufbaues errichtet wurden, sondern Teil einer kleinen Befestigungsanlage, eines „festen Hauses“ gewesen sein könnten. Die Hochstube gilt als architektonische Besonderheit. Anmerkung: Das Objekt befindet sich auf einem Grundstück der EZ 61, KG 61145 Unterfresen. Diese EZ wird im Grundbuch als „Jakabauer“ bezeichnet, ein Wegweiser zur Hofanlage enthält die Schreibweise „Jokabauer“. Die Hochstube hat eine eigene Hausnummer (Unterfresen 79a), was belegt, dass sie bei der Nummernvergabe (im 19. Jahrhundert) nicht nur als Teil (Nebengebäude) des daneben liegenden Bauernhofes (Unterfresen 79) betrachtet wurde. Ihr Denkmalschutz wird im Grundbuch mit „Erhaltung der Hofanlage Jakobbauer“ erläutert. | BDA-Hist.: Q37990236 Status: Bescheid Stand der BDA-Liste: 2025-06-30 Name: Hochstube (Speicher) beim Jakobbauer GstNr.: .32/4 Stöckl Jakobbauer Unterfresen                  |
| ja   | Datei hochladen | Steinfiguren hl. Johannes von Nepomuk und hl. Florian HERIS-ID: 7708 Objekt-ID: 3648 | bei Wernersdorf 54 Standort KG: Wernersdorf      | Die Statuen stehen ca. 100 Meter voneinander entfernt auf der Grünfläche vor dem Gemeindehaus im Zentrum des Ortes Wernersdorf südlich der L 652 Wernersdorferstraße beim Buchenbergweg Anmerkung: Das Grundstück gehört zur EZ 49 KG 61147 Wernersdorf. | BDA-Hist.: Q37975241 Status: § 2a Stand der BDA-Liste: 2025-06-30 Name: Steinfiguren hl. Johannes v. Nepomuk und hl. Florian GstNr.: .66 St Florian St Nepomuk at Wernersdorf |
| ja   | Datei hochladen | Volksschule HERIS-ID: 7985 Objekt-ID: 3932                                           | Wiel 71 Standort KG: Wiel St. Oswald             | Die Schule befand sich westlich der Kirche St. Katharina im alten Gemeindehaus, sie wurde 2004 geschlossen. Ihr Gebäude wurde 2011 renoviert (Dachdeckung, Fenster, Giebelschalung, Sanierung der Holzteile) und als Gemeindezentrum neu eröffnet, im ersten Stock liegt eine Wohnung. Anmerkung: Der Bau liegt auf einem Grundstück der EZ 23 KG 61149 Wiel St. Oswald. | BDA-Hist.: Q37990031 Status: § 2a Stand der BDA-Liste: 2025-06-30 Name: Volksschule GstNr.: .43 Gemeindehaus, Wielfresen                                                      |
| ja   | Datei hochladen | Kath. Pfarrkirche, St. Katharina in der Wiel HERIS-ID: 7986 Objekt-ID: 3933          | Wiel, Wielfresen Standort KG: Wiel St. Oswald    | Die Kirche wurde 1545 als Filialkirche von Eibiswald genannt. Seit 1892 ist sie Pfarrkirche, davor war sie als „Stationskaplanei Wiel“ des damaligen Dekanates Schwanberg bereits seit 1787 berechtigt, pfarrliche Rechte in vollem Umfang auszuüben. Der Chor ist gotisch aus dem 15. Jahrhundert, das Langhaus barockisiert. Über dem Westportal befindet sich die Inschrift „Aedificatum [lat., ‚erbaut‘] 1572, 1678“. Die Einrichtung der Kirche stammt aus dem 17. und 18. Jahrhundert, das Hochaltarbild aus 1913. Anmerkung: Die Kirche liegt auf einem Grundstück der EZ 20 KG 61149 Wiel St. Oswald. | BDA-Hist.: Q27929356 Status: § 2a Stand der BDA-Liste: 2025-06-30 Name: Kath. Pfarrkirche, St. Katharina in der Wiel GstNr.: .27 Pfarrkirche Sankt Katharina, Wielfresen      |
| ja   | Datei hochladen | Pfarrkeusche HERIS-ID: 7988 Objekt-ID: 3935                                          | Wiel 61 Standort KG: Wiel St. Oswald             | Es handelt sich um ein Wohnhaus im Baustil der alten Bauernhöfe des Gebietes, das Haus steht in Privatbesitz. Anmerkung: Das Gebäude liegt im Südosten der Kirche St. Katharina auf einem Grundstück der EZ 20 KG 61149 Wiel St. Oswald. | BDA-Hist.: Q37990154 Status: § 2a Stand der BDA-Liste: 2025-06-30 Name: Pfarrkeusche GstNr.: .30 Pfarrkeusche, Wiel St. Oswald                                                |
| ja   | Datei hochladen | Pfarrhof HERIS-ID: 7987 Objekt-ID: 3934                                              | Wiel 65 Standort KG: Wiel St. Oswald             | Der Pfarrhof stammt aus dem 19. Jahrhundert. Anmerkung: Das Gebäude liegt östlich der Kirche St. Katharina auf einem Grundstück der EZ 16 KG 61149 Wiel St. Oswald. | BDA-Hist.: Q37990076 Status: § 2a Stand der BDA-Liste: 2025-06-30 Name: Pfarrhof GstNr.: .29/1 Pfarrhof Wielfresen                                                            |
| ja   | Datei hochladen | Kath. Pfarrkirche Gegeißelter Heiland HERIS-ID: 7711 Objekt-ID: 3651                 | Standort KG: Wies                                | Die Kirche wurde 1774–1782 gebaut, der Turm 1800–1802. Sie ist seit 1789 Pfarrkirche von Wies. Das Kirchengebäude hat einen quadratischen Zentralraum mit abgeschrägten Ecken und eine große Flachkuppel. Das Fresko darin stammt aus 1956. Der Hochaltar stammt aus der Zeit um 1780, die Statue aus der Mitte des 18. Jahrhunderts. Sie war 1757 aus der Kirche von Altenmarkt in die (damalige) Kapelle nach Wies überführt worden. Seitenaltäre im klassizistischen Stil werden gegen Ende des 18. Jahrhunderts, zwei Altäre im Kirchenschiff in die Mitte des 19. Jahrhunderts datiert. Das schmiedeeiserne Rokoko-Gitter wurde aus Mahrenberg in die Kirche gebracht. Anmerkung: In den Verordnungen des Bundesdenkmalamtes sind als Grundstücke der Kirche die Grundstücke Nr. .68/1 und Nr. 535/2 ausgewiesen. Die Übersichtsliste nennt für die Kirche die Grundstücke Nr. .68/1 und Nr. 849/1. Die drei genannten Grundstücken haben verschiedene Eigentümer, für alle drei ist im Grundbuch die Unterschutzstellung angemerkt: Das Kirchengebäude selbst liegt auf dem Grundstück Nr. .68/1 EZ 66 KG 61150 Wies, sein Grundstück gehört zur Grundbuchseinlage „Pfarrkirche Wies“. Das Grundstück, das die Kirche umgibt, ist das Grundstück Nr. 535/2 EZ 466 KG 61150 Altenmarkt. Eigentümer dieses Grundstückes ist die „römisch-katholische Pfarrpfründe zum Heiland in Wies, Altenmarkt“ (bis 1990: EZ 1435 02300 Landtafel Steiermark, davon kommt die ursprüngliche Angabe in der Verordnung 2001). Das Grundstück Nr. 849/1 gehört zur EZ 212 KG 61150 Wies, es steht im Eigentum des Landes Steiermark (Landesstraßenverwaltung). | BDA-Hist.: Q27929424 Status: § 2a Stand der BDA-Liste: 2025-06-30 Name: Kath. Pfarrkirche Gegeißelter Heiland GstNr.: 849/1, 535/2, .68/1 Pfarrkirche Wies                    |
| ja   | Datei hochladen | Schloss Burgstall HERIS-ID: 7716 Objekt-ID: 3656                                     | Am Schloßberg 11 Standort KG: Wies               | Das Schloss ist im Jahr 1280 als „pürchstal zu Lakenberg“ erwähnt. Im letzten Viertel des 16. Jahrhunderts wurde es zum Renaissanceschloss ausgebaut. Es handelt sich um eine vierflügelige Anlage mit dreigeschoßigen Säulenarkaden (an der Ostseite vermauert) im Innenhof. In der Durchfahrt befindet sich ein Renaissanceportal, an der Südseite ist eine Kapelle aus dem Ende des 17. Jahrhunderts angebaut. In der nördlichen Wehrmauer liegen zwei viereckige Türme. Anmerkung: Das Gebäude liegt auf einem Grundstück der EZ 262 KG 61150 Wies. | BDA-Hist.: Q37975515 Status: § 2a Stand der BDA-Liste: 2025-06-30 Name: Schloss Burgstall GstNr.: 495 Schloss Burgstall Wohngebäude Wies                                      |
| ja   | Datei hochladen | Ehemaliger Schüttkasten HERIS-ID: 7717 Objekt-ID: 3657                               | Am Schloßberg 14 Standort KG: Wies               | Es handelt sich um den ehemaligen Schüttkasten (Speicherbau) des Schlosses. Anmerkung: Der Bau liegt an der Ostseite des Schlosses Burgstall auf tieferem Niveau auf einem Grundstück der EZ 227 KG 61150 Wies. | BDA-Hist.: Q37975534 Status: § 2a Stand der BDA-Liste: 2025-06-30 Name: Ehemaliger Schüttkasten GstNr.: .43/1 Ehemaliger Schüttkasten Schloss Burgstall Wies                  |
| ja   | Datei hochladen | Befestigungsanlage HERIS-ID: 7718 Objekt-ID: 3658                                    | Am Schloßberg 11 Standort KG: Wies               | Die Befestigungsanlage ist mit einer Mauer und zwei Türmen erhalten. Sie gehört zum Schloss Burgstall. Anmerkung: Die Anlage befindet sich auf einem Grundstück der EZ 262 KG 61150 Wies. | BDA-Hist.: Q37975612 Status: § 2a Stand der BDA-Liste: 2025-06-30 Name: Befestigungsanlage GstNr.: 495 Befestigungsanlage Schloss Burgstall Wies                              |
| ja   | Datei hochladen | Ehemaliges Gasthaus Leitinger HERIS-ID: 7720 Objekt-ID: 3660                         | Oberer Markt 14 Standort KG: Wies                | Das Gebäude stammt im Kern aus dem 18. Jahrhundert und wurde im 19. Jahrhundert umgestaltet. Es wird als Gemeindeamt genützt. Anmerkung: Das Objekt liegt im Westen des Marktplatzes auf einem Grundstück der EZ 116 KG 61150 Wies. | BDA-Hist.: Q37975707 Status: Bescheid Stand der BDA-Liste: 2025-06-30 Name: Ehemaliges Gasthaus Leitinger GstNr.: .54 Oberer Markt 14 Wies                                    |
| ja   | Datei hochladen | Ecce-Homo-Säule HERIS-ID: 7724 Objekt-ID: 3666                                       | Marktplatz Standort KG: Wies                     | Die Säule mit der Statue, welche Jesus von Nazaret in der Ecce-Homo-Szene darstellt, steht auf dem Kirchplatz von Wies, Statue und Säule werden in das Ende des 18. Jahrhunderts datiert. 1959 wurde das Standbild zu einem Kriegerdenkmal umgestaltet, die Sockelstatuen stammen aus dieser Zeit. Anmerkung: Das Denkmal steht auf dem Grundstück Nr. 535/10 KG 61150 Wies, seine Grundbuchseinlage ist die EZ 466 mit der Bezeichnung „Pfarrsgült Altenmarkt“ KG 61103 Altenmarkt. Eigentümer ist die „römisch-katholische Pfarrpfründe zum Heiland in Wies, Altenmarkt“ (bis 1990 gehörte das Grundstück zur EZ 1435 des Grundbuches 02300 Landtafel Steiermark, diese Angabe findet sich noch in älteren Unterlagen). | BDA-Hist.: Q37975857 Status: § 2a Stand der BDA-Liste: 2025-06-30 Name: Ecce-Homo-Säule GstNr.: 535/10 Ecce Homo Säule Wies                                                   |